# Jemadia pater
Espèce
Jemadia fallax est une espèce de lépidoptères de la famille des Hesperiidae, de la sous-famille des Pyrginae et de la tribu des Pyrrhopygini.

## Dénomination
Jemadia pater a été nommé par William Harry Evans en 1951.

### Nom vernaculaire
Jemadia Pater se nomme Pater Skipper en anglais.

## Description
Jemadia pater est un papillon au corps trapu au thorax rayé noir et bleu clair en long et à l'abdomen rayé en cercle. 
Les ailes sont de couleur bleu ardoise marquées d'une plage et de bandes blanches avec une ligne submarginale bleu clair métallisé.
Le revers est semblable.

## Écologie et distribution
Jemadia pater est présent au Panama, en Colombie et au Venezuela.

### Protection
Pas de statut de protection particulier.